# Třebětice (kraj południowoczeski)
Třebětice – wieś i gmina w Czechach, w powiecie Jindřichův Hradec, w kraju południowoczeski.
1 stycznia 2017 gminę zamieszkiwało 314 osób, a ich średni wiek wynosił 38,7 roku.